# Mistrzostwa Świata w Lekkoatletyce 2022 – maraton mężczyzn
Maraton mężczyzn – jedna z konkurencji biegowych rozgrywanych podczas lekkoatletycznych mistrzostw świata na 14-kilometrowej pętli przebiegającej przez Eugene i Springfield.

## Terminarz
| Data     | Godzina |       |
| -------- | ------- | ----- |
| 17 lipca | 06:15   | Finał |

## Rekordy
Tabela prezentuje rekord świata, rekord mistrzostw świata, rekordy kontynentów oraz najlepszy wynik na listach światowych w sezonie 2022 przed rozpoczęciem mistrzostw.
|                            | Zawodnik             | Wynik   | Miejsce   | Data                      | Źródło |
| -------------------------- | -------------------- | ------- | --------- | ------------------------- | ------ |
| Rekord świata              | Eliud Kipchoge       | 2:01:39 | Berlin    | 16 września 2018(dts)     | [ 2 ]  |
| Listy światowe             | Eliud Kipchoge       | 2:02:40 | Tokio     | 6 marca 2022(dts)         | [ 2 ]  |
| Rekord mistrzostw świata   | Abel Kirui           | 2:06:54 | Berlin    | 22 sierpnia 2009(dts)     | [ 2 ]  |
| Rekord Afryki              | Eliud Kipchoge       | 2:01:39 | Berlin    | 16 września 2018(dts)     | [ 3 ]  |
| Rekord Ameryki Północnej   | Khalid Khannouchi    | 2:05:38 | Londyn    | 14 kwietnia 2002(dts)     | [ 4 ]  |
| Rekord Ameryki Południowej | Daniel do Nascimento | 2:04:51 | Seul      | 17 kwietnia 2022(dts)     | [ 5 ]  |
| Rekord Australii i Oceanii | Robert de Castella   | 2:07:51 | Boston    | 21 kwietnia 1986(dts)     | [ 6 ]  |
| Rekord Azji                | El Hassan El-Abbassi | 2:04:43 | Walencja  | 2 grudnia 2018(dts)       | [ 7 ]  |
| Rekord Europy              | Bashir Abdi          | 2:03:36 | Rotterdam | 24 października 2021(dts) | [ 8 ]  |

## Wyniki
Źródło: worldathletics.org.
| Pozycja | Zawodnik                    | Państwo                              | Czas    | Uwagi |
| ------- | --------------------------- | ------------------------------------ | ------- | ----- |
| 01 !    | Tamirat Tola                | Etiopia                              | 2:05:36 | CR    |
| 02 !    | Mosinet Geremew             | Etiopia                              | 2:06:44 |       |
| 03 !    | Bashir Abdi                 | Belgia                               | 2:06:48 |       |
| 4.      | Cameron Levins              | Kanada                               | 2:07:09 | NR    |
| 5.      | Geoffrey Kamworor           | Kenia                                | 2:07:14 | SB    |
| 6.      | Seifu Tura                  | Etiopia                              | 2:07:17 |       |
| 7.      | Gabriel Geay                | Tanzania                             | 2:07:31 | SB    |
| 8.      | Daniel do Nascimento        | Brazylia                             | 2:07:35 |       |
| 9.      | Shumi Dechasa               | Bahrajn                              | 2:07:52 | SB    |
| 10.     | Isaac Mpofu                 | Zimbabwe                             | 2:07:56 | NR    |
| 11.     | Marhu Teferi                | Izrael                               | 2:07:59 |       |
| 12.     | Othmane El Goumri           | Maroko                               | 2:08:14 |       |
| 13.     | Yusuke Nishiyama            | Japonia                              | 2:08:35 |       |
| 14.     | Hamza Sahli                 | Maroko                               | 2:08:45 |       |
| 15.     | Barnabas Kiptum             | Kenia                                | 2:08:59 |       |
| 16.     | Oqbe Kibrom Ruesom          | Erytrea                              | 2:09:02 |       |
| 17.     | Hassan Chahdi               | Francja                              | 2:09:20 |       |
| 18.     | Melikhaya Frans             | Południowa Afryka                    | 2:09:24 | PB    |
| 19.     | Galen Rupp                  | Stany Zjednoczone                    | 2:09:36 | SB    |
| 20.     | Rory Linkletter             | Kanada                               | 2:10:24 | PB    |
| 21.     | Mohamed Reda El Aaraby      | Maroko                               | 2:10:33 |       |
| 22.     | Goitom Kifle                | Erytrea                              | 2:11:10 | SB    |
| 23.     | Dong Guojian                | Chińska Republika Ludowa             | 2:11:14 | SB    |
| 24.     | Elkanah Kibet               | Stany Zjednoczone                    | 2:11:20 | SB    |
| 25.     | Tesema Moges                | Izrael                               | 2:11:36 |       |
| 26.     | Bat-Otschiryn Ser-Od        | Mongolia                             | 2:11:39 | SB    |
| 27.     | José Márcio Leão da Silva   | Brazylia                             | 2:11:43 |       |
| 28.     | Ben Preisner                | Kanada                               | 2:11:47 | SB    |
| 29.     | Patricio Castillo           | Meksyk                               | 2:11:51 | SB    |
| 30.     | Thomas De Bock              | Belgia                               | 2:11:54 | SB    |
| 31.     | Yang Shaohui                | Chińska Republika Ludowa             | 2:11:56 |       |
| 32.     | Olivier Irabaruta           | Burundi                              | 2:12:00 |       |
| 33.     | Jackson Kiprop              | Uganda                               | 2:12:14 |       |
| 34.     | Filex Malewa Chemongesi     | Uganda                               | 2:12:16 |       |
| 35.     | Tebello Ramakongoana        | Lesotho                              | 2:12:35 | SB    |
| 36.     | Hector Garibay Flores       | Boliwia                              | 2:12:44 |       |
| 37.     | Paulo Roberto Paula         | Brazylia                             | 2:13:39 |       |
| 38.     | Gaku Hoshi                  | Japonia                              | 2:13:44 |       |
| 39.     | Nicolás Cuestas             | Urugwaj                              | 2:13:52 |       |
| 40.     | Fred Musobo                 | Uganda                               | 2:13:58 | SB    |
| 41.     | Eulalio Muñoz               | Argentyna                            | 2:14:29 | SB    |
| 42.     | Tseveenravdangiin Byambajav | Mongolia                             | 2:14:44 |       |
| 43.     | Tom Gröschel                | Niemcy                               | 2:14:56 | SB    |
| 44.     | Hiskel Tewelde              | Erytrea                              | 2:15:01 | SB    |
| 45.     | Peng Jianhua                | Chińska Republika Ludowa             | 2:16:12 | SB    |
| 46.     | Colin Mickow                | Stany Zjednoczone                    | 2:16:36 | SB    |
| 47.     | Thijs Nijhuis               | Dania                                | 2:16:55 | SB    |
| 48.     | Haimro Alame                | Izrael                               | 2:17:05 |       |
| 49.     | Josh Griffiths              | Wielka Brytania                      | 2:17:37 |       |
| 50.     | Ernesto Andrés Zamora       | Urugwaj                              | 2:17:54 |       |
| 51.     | Dario Castro                | Meksyk                               | 2:18:32 |       |
| 52.     | Tumelo Motlagale            | Południowa Afryka                    | 2:20:21 |       |
| 53.     | Eduardo Terrance Garcia     | Wyspy Dziewicze Stanów Zjednoczonych | 2:23:16 | SB    |
| 54.     | Krishna Bahadur Basnet      | Nepal                                | 2:24:19 | SB    |
| –       | Lahsene Bouchikhi           | Belgia                               | DNF     |       |
| –       | Gantulga Dambaddarjaa       | Mongolia                             | DNF     |       |
| –       | Lelisa Desisa               | Etiopia                              | DNF     |       |
| –       | Emanuel Giniki Gisamoda     | Tanzania                             | DNF     |       |
| –       | Ibrahim Hassan              | Dżibuti                              | DNF     |       |
| –       | Abdi Nageeye                | Holandia                             | DNF     |       |
| –       | David Nilsson               | Szwecja                              | DNF     |       |
| –       | Oh Joo-han                  | Korea Południowa                     | DNF     |       |
| –       | Kengo Suzuki                | Japonia                              | DNS     |       |